# نادي بانانتس
نادي بانانتس لكرة القدم (Football Club Banants) هو نادي كرة قدم أرميني، تأسس سنة 1992.

## وصلات خارجية
- الموقع الرسمي